# El Hadj Ibrahim Boursali
El Hadj Ibrahim Boursali, est un général en chef de l'armée d'élite d'El Amraoua, dans le Maghreb (Algérie) du XVIIIe siècle.

## Biographie
Fils de l'agha Bu-Khoudmi Boursali et petit-fils du dey Mohammed Boursali, il est nommé bey de Titteri le 27 du mois de mouharram (1209), soit le 24 août 1793. Lors de sa prise de fonction, avec Si Mustapha Agha, ils ont procédé à l'arrestation de Mohamed Bey Ed-Debbah après lui avoir soustrait toute sa fortune.